# Toma T'abat'adze
Toma T'abat'adze (in georgiano თომა ტაბატაძე?; Tbilisi, 17 dicembre 1991) è un calciatore georgiano, attaccante del Neftchi Fergana.

## Carriera

### Club
Inizia la sua carriera professionistica nel 2011 in Lettonia, tra le file dell'Olimps Rīga. Nello stesso anno, milita nel campionato lituano, vestendo la maglia del Kruoja.
Tra il 2013 e il 2019, milita nelle divisioni amatoriali turche. Nel 2020, ritorna in patria, venendo ingaggiato dall'Olimpi Rustavi. Successivamente veste le maglie di Saburtalo Tbilisi e Sioni Bolnisi. Nel 2022 viene ingaggiato dalla formazione kazaka dell'Aqjaıyq, esperienza che termina con una retrocessione in seconda serie.
Nel 2023, si trasferisce in Uzbekistan, giocando dapprima col Neftchi Fergana, poi col Navbahor Namangan. Proprio con quest'ultima, esordisce nelle competizioni asiatiche per club.

## Palmarès

### Club

#### Competizioni nazionali
- Erovnuli Liga 2: 1

Sioni Bolnisi: 2021